# Dawson Engler
Dawson R. Engler ist ein US-amerikanischer Informatiker, der sich mit Betriebssystemen befasst.
Engler wurde 2006 am Massachusetts Institute of Technology bei Frans Kaashoek promoviert (The Exokernel Operating System Architecture). Aus der Dissertation ging das Exokernel-Betriebssystem-Projekt hervor. Er ist Associate Professor an der Stanford University.
Später befasste er sich insbesondere mit der automatisierten Suche nach Softwarefehlern. 2002 gründete er mit einigen seiner Studenten Coverity, um Software zur Suche nach Computer-Bugs zum Beispiel in Betriebssystemen zu kommerzialisieren.
2006 erhielt er den Mark Weiser Award, 2008 den Grace Murray Hopper Award für seine Beiträge zur automatisierten Programmprüfung und Fehlersuche.

## Schriften (Auswahl)
- mit Frans Kaashoek, James W. O’Toole: Exokernel: An Operating System Architecture for Application-Level Resource Management, ACM SIGOPS Operating Systems Review, Band 29, 1995, S. 251–266
- mit Benjamin Chelf, Andy Chou, Seth Hallem: Checking System Rules Using System-Specific, Programmer-Written Compiler Extensions, Proceedings of the 4th Symposium on Operating System Design and Implementation, 2000
- mit D.Y. Chen, S. Hallem, A. Chou, B. Chelf: Bugs as deviant behavior: A general approach to inferring errors in systems code, ACM SIGOPS Operating Systems Review, Band 35, 2001, S. 57–72
- mit M. Musuvathi, D.Y.W. Park, A. Chou, D.L. Dill: CMC: A pragmatic approach to model checking real code, ACM SIGOPS Operating Systems Review, Band 36, 2002, S. 75–88
- mit K. Ashcraft: RacerX: effective, static detection of race conditions and deadlocks, ACM SIGOPS Operating Systems Review, Band 37, 2003, S. 237–252
- mit S. Hallem, B. Chelf, Y. Xie: A system and language for building system-specific, static analyses, ACM SIGPLAN Notices, Band 37, 2002, S. 69–82
- mit Junfeng Yang, Can Sar: eXplode: a Lightweight, General System for Finding Serious Storage System Errors, Proceedings of the 7th Symposium on Operating System Design and Implementation, 2006
- mit Cristian Cadar, Daniel Dunbar: Klee: Unassisted and Automatic Generation of High-Coverage Tests for Complex Systems Programs, Operating System Design and Implementation (OSDI), Dezember 2008, S. 209–224
- mit Cristian Cadar, Vijay Ganesh, Peter M. Pawlowski, David L. Dill: EXE: automatically generating inputs of death, ACM Transactions on Information and System Security (TISSEC), Band 12, 2008, Nr. 2, S. 10
- mit Al Bessey, Ken Block, Ben Chelf, Andy Chou, Bryan Fulton, Seth Hallem, Charles Henri-Gros, Asya Kamsky, Scott McPeak: A few billion lines of code later: using static analysis to find bugs in the real world, Communications of the ACM, Band 53, 2010, S. 66–75.